# Jerzy Dobrzycki
Jerzy Dobrzycki (Poznań, 8 aprile 1927 – 1º febbraio 2004) è stato un astronomo, storico della scienza polacco.
Ultimo di sei fratelli, nel 1939, a seguito dell'annessione della Posnania alla Germania, si trasferisce a Piotrków Trybunalski nell'allora Governatorato Generale dove prosegue in clandestinità gli studi superiori. Superato, nell'aprile del 1945, l'esame di maturità al liceo di Łódź, è ammesso al corso di astronomia presso la Facoltà di Matematica e Scienze Naturali dell'Università di Poznań.
Dopo la laurea, ottenuta nel 1951, si è specializzato in astrometria e geodesia. Per il dottorato inizia gli studi sulla storia dell'astronomia in Polonia che diverrà il suo principale ambito di studio negli anni successivi. Dal 1976 al 1997 ha insegnato storia della scienza presso il Dipartimento di Storia dell'Università di Varsavia.
Il Minor Planet Center gli accredita la scoperta dell'asteroide 1572 Posnania effettuata il 22 settembre 1949 in collaborazione con Andrzej Kwiek.
È stato insignito delle croci di cavaliere e commendatore dell'ordine della Polonia restituta.